# شاهرة (بعدان)

تعديل مصدري - تعديل

شاهرة هي إحدى قرى عزلة دلال بمديرية بعدان التابعة لمحافظة إب، بلغ تعداد سكانها 561 نسمة حسب تعداد اليمن لعام 2004.